# Cherbourg (Queensland)
Cherbourg ist ein Ort im Südosten des australischen Bundesstaates Queensland. Es ist der Verwaltungssitz des Aboriginal Shire of Cherbourg. Nach der Volkszählung von 2021 hat Cherbourg 1194 Einwohner, wovon über 96 % Aborigines sind.
Der früher unter dem Namen Barambah bekannte Ort in der Region Wide Bay-Burnett wurde in den frühen 1900er Jahren als Aborigines-Siedlung im Rahmen der Segregationspolitik der Regierung von Queensland gegründet.
Die Aborigines-Gemeinde befindet sich etwa 170 Kilometer nordwestlich von Brisbane. Sie liegt am Barambah Creek. Gympie im Osten ist auf der Straße knapp 100 Kilometer entfernt. Das etwa doppelt so große Städtchen Murgon liegt rund fünf Kilometer nördlich. Der Cherbourg-Nationalpark südöstlich des Orts schützt halbimmergrünen Regenwald und offenen Eukalyptuswald.
Die Familie der australischen Fotografin, Dokumentar- und Spielfilmemacherin Tracey Moffatt stammte aus Cherbourg.
Ihre Zeit als Insassin der Cherbourg Aborigines-Mission unter der Kontrolle der Regierung hat die australische Schriftstellerin Ruth Hegarty in ihren Werken verarbeitet.